# 入間川景太
入間川 景太（いるまがわ けいた、1999年5月20日 - ）は、山梨県富士吉田市出身のサッカー選手。ポジションは、ディフェンダー（DF）。

## 来歴
ヴォルケーノ富士吉田、ヴァンフォーレ甲府U-15を経て、同U-18へ昇格。高校2年次の2016年7月、U-17日本代表に選出され、国際ユースサッカーin新潟に出場した。2017年3月、トップチームに2種登録され、4月12日のルヴァンカップ・グループステージ第2節セレッソ大阪戦に途中出場し、トップチームデビューした。
2018年より、トップチームへ正式に昇格。
2019年、AC長野パルセイロに育成型期限付き移籍で加入。
2020年、ヴァンフォーレ甲府に復帰した。シーズン終了後、契約満了による退団が発表された。
2021年、東海社会人サッカーリーグ2部のFC.Bomboneraへ加入した。
2022年、関西サッカーリーグ1部のおこしやす京都ACへ加入した。

## 所属クラブ
- 2006年 - 2011年 ヴォルケーノ富士吉田（富士吉田市立下吉田第二小学校）
- 2012年 - 2014年 ヴァンフォーレ甲府U-15（富士吉田市立下吉田中学校）
- 2015年 - 2017年 ヴァンフォーレ甲府U-18（山梨県立白根高等学校）
  - 2017年3月 - 同年12月 ヴァンフォーレ甲府（2種登録選手）
- 2018年 - 2020年  ヴァンフォーレ甲府
  - 2019年  AC長野パルセイロ（育成型期限付き移籍）
- 2021年  FC.Bombonera
- 2022年  おこしやす京都AC
- 2023年～FC OK’DELESUN

## 個人成績
| 国内大会個人成績 | 国内大会個人成績 | 国内大会個人成績 | 国内大会個人成績 | 国内大会個人成績                             | 国内大会個人成績 | 国内大会個人成績     | 国内大会個人成績     | 国内大会個人成績 | 国内大会個人成績 | 国内大会個人成績 | 国内大会個人成績 |
| 年度             | クラブ           | 背番号           | リーグ           | リーグ戦                                     | リーグ戦         | リーグ杯             | リーグ杯             | オープン杯       | オープン杯       | 期間通算         | 期間通算         |
| 年度             | クラブ           | 背番号           | リーグ           | 出場                                         | 得点             | 出場                 | 得点                 | 出場             | 得点             | 出場             | 得点             |
| 日本             | 日本             | 日本             | 日本             | リーグ戦                                     | リーグ戦         | リーグ杯             | リーグ杯             | 天皇杯           | 天皇杯           | 期間通算         | 期間通算         |
| ---------------- | ---------------- | ---------------- | ---------------- | -------------------------------------------- | ---------------- | -------------------- | -------------------- | ---------------- | ---------------- | ---------------- | ---------------- |
| 2017             | 甲府             | 32               | J1               | 0                                            | 0                | 5                    | 0                    | 0                | 0                | 0                | 0                |
| 2018             | 甲府             | 32               | J2               | 0                                            | 0                | 0                    | 0                    | 1                | 0                | 1                | 0                |
| 2019             | 長野             | 28               | J3               | 1                                            | 0                | -                    | -                    | 0                | 0                | 1                | 0                |
| 2020             | 甲府             | 32               | J2               | 1                                            | 0                | -                    | -                    | -                | -                | 1                | 0                |
| 2021             | FC.Bombonera     | 4                | 東海2部          |                                              |                  | -                    | -                    | -                | -                |                  |                  |
| 2022             | O京都            | 4                | 関西1部          | 10                                           | 0                | -                    | -                    | -                | -                | 10               | 0                |
| 通算             | 日本             | 日本             | J1               | 0                                            | 0                | 5                    | 0                    | 0                | 0                | 5                | 0                |
| 通算             | 日本             | 日本             | J2               | 1                                            | 0                | 0                    | 0                    | 1                | 0                | 2                | 0                |
| 通算             | 日本             | 日本             | J3               | 1                                            | 0                | -                    | -                    | 0                | 0                | 1                | 0                |
| 通算             | 日本             | 日本             | 関西1部          | 10                                           | 0                | -\|\|\|\|\|\|10\|\|0 | -\|\|\|\|\|\|10\|\|0 |                  |                  |                  |                  |
| 通算             | 日本             | 日本             | 東海2部          | \|\|\|\|colspan=2\|-\|\|colspan=2\|-\|\|\|\| |                  |                      |                      |                  |                  |                  |                  |
| 総通算           | 総通算           | 総通算           | 総通算           | 12                                           | 0                | 5                    | 0                    | 1                | 0                | 18               | 0                |

- 2017年は2種登録選手

出場歴
- 公式戦初出場 - 2017年4月12日 ルヴァン杯グループステージ第2節 vsセレッソ大阪（山梨中銀スタジアム）

## 代表歴
- U-17日本代表
  - 国際ユースサッカーin新潟（2016年）
- U-18日本代表
  - 第23回U18リスボン国際トーナメント（2018年）[9]